# Gonghe
För andra betydelser, se Gonghe (olika betydelser).
Gonghe är ett härad i provinsen Qinghai i Folkrepubliken Kina. Det är del av den autonoma prefekturen Hainan för tibetaner.
Kinas riksväg 214 löper genom området. Den leder från Xining i provinsen Qinghai till Jinghong i Yunnan.
I häradet är arbetslägret Tanggemu (Tang Karma) beläget, där den kände dissidenten Wei Jingsheng tillbringade åren 1984-1989.